# 钝缀锦蛤
是帘蛤目帘蛤科浅蜊属的一种。主要分布于中国大陆、台湾，常栖息在潮间带至潮下带浅海泥沙底。